# Stilbus atomarius
Stilbus atomarius is een keversoort uit de familie glanzende bloemkevers (Phalacridae). De wetenschappelijke naam van de soort werd in 1767 gepubliceerd door Linnaeus.